# 京都総合運転所
京都総合運転所（きょうとそうごううんてんじょ）は、かつて京都府および滋賀県にあった西日本旅客鉄道（JR西日本）の車両基地である。
本項では向日町操車場および、野洲電車区についても記述する。

## 京都総合運転所
同社近畿統括本部が管轄し、発足当初から、電車・気動車・客車といったあらゆる種類の特急形車両が配置され、西日本における優等列車の運用をほぼ一手に引き受ける名門車両基地として、配置車両の運用範囲も北は青森から南は九州まで非常に広範囲にわたっていた。普通列車用として山陰本線京都地区で運用される気動車・客車も配置されていた。これらはJR発足後に京都駅 - 園部駅間が電化された際に近郊形電車に置き換えられた。
2012年6月1日に検修体制の見直しにより、京都総合運転所は廃止され、本所は吹田総合車両所京都支所に、野洲派出所は網干総合車両所宮原支所野洲派出所に、米原派出所は網干総合車両所宮原支所米原派出所にそれぞれ継承された。

### 本所
京都府向日市にあり、東海道本線（JR京都線）向日町駅 - 長岡京駅間に位置していた。京都総合運転所に所属していた車両はすべて本所に配置されていた。
隣接してレールの溶接設備を有しており、京都貨物駅からのレール配給列車が運転されている。長物車チキが当所に配置されているのはこのためである。
構内は大別して東より、東着発線・中線 - 検修庫・西発線 - 西着線・西留置線に分かれている。また端から端まで機回しできるように機走線が設けられている。西発線の本線合流部の手前には転車台があり、まれに運転台付気動車の方向転換用として使用されている。

### 野洲派出所
滋賀県野洲市の東海道本線（琵琶湖線）篠原駅 - 野洲駅間にあり、JR神戸線・JR京都線・琵琶湖線および草津線に運用される列車の整備・留置のほか、宮原総合運転所の多客期用車両留置としても使われており、かつては修学旅行・山岳夜行急行用の宮原区167系はここを拠点に運用されていた。
開設時から車両の配置はなく、電留線・検修施設・乗務員宿泊所のみである。入出区の線路は京都側にのみあり、米原側からの直接の出入りはできず、米原方面の出入りは野洲駅2・3番線で折り返す。
平日には207・321系が入る運用がある。

### 米原派出所
滋賀県米原市の東海道本線（琵琶湖線）米原駅に隣接しており、電留線のみ設けられ、琵琶湖線（京阪神方面）、東海道本線（JR東海大垣・名古屋方面）、北陸本線の各種列車の整備・留置に使用されている。古くから各種機関車が配置されていた「米原機関区」の名残である。 

### 過去に存在した組織
- 野洲電車区
  - 野洲電車区米原派出所[2]
- 向日町運転所
  - 向日町運転所京都派出所[3]

### 配置車両の車体に記される略号
所属組織の略号と、京都の電報略号である「キト」から構成されている。
国鉄時代は大ムコ（「大」は大阪鉄道管理局の意味、「ムコ」は向日町電報略号）で、JR発足後は近ムコ（「近」は近畿圏運行本部の意味）であった。その後の組織改正により「本ムコ」（「本」は本社直轄の意味）となり、1993年6月に京都支社が発足して「京ムコ」「京キト」（「京」は京都支社の意味）を経て、2010年12月1日の組織改正により近キト（「近」は近畿統括本部を意味）となった。

### 所属車両

#### 廃止直前の所属車両
廃止の2か月前にあたる2012年4月1日当時の所属車両は以下の通り。
| 電車  | 気動車 | 機関車 | 客車 | 貨車 | 合計  |
| ----- | ------ | ------ | ---- | ---- | ----- |
| 346両 | 25両   | 0両    | 0両  | 89両 | 460両 |

##### 電車
- 583系電車（30両）
  - 10両編成（B編成）3本が所属している。臨時夜行急行「きたぐに」に使用されている。7号車に開放式A寝台車、6号車にグリーン車を連結するが、「きたぐに」運用時にはA寝台車を除いた7両編成で運転される。車体塗色は1997年に変更された新しいものとなっており、オリジナルとは異なる。
  - 世界初の寝台電車として登場。かつて「明星」「きりしま」などの九州方面の夜行列車に、北陸線で「雷鳥」や「しらさぎ」といった列車に使われていたほか、「シュプール号」や「シャレー軽井沢」などの臨時列車としても使われた。
- 681系電車 （36両）
  - 特急「サンダーバード」「びわこエクスプレス」用の6両編成（W編成）4本、付属編成である3両編成（V編成）4本が所属している。
- 683系電車（54両）
  - 特急「サンダーバード」「びわこエクスプレス」用の6両編成（W編成）6本と、付属編成である3両編成（V編成）6本が所属している。
- 113系電車（76両）
  - 4両編成19本（C編成×6本・L編成×13本）が所属している。原則として嵯峨野・湖西線・草津線で運用されている。
  - 寒地用対策の実施された700・2700番台車が多いが、2000番台車に寒地用対策を施したもの（改番は実施せず）もある。いずれも高速化（110km/h）対策を実施され、5700・7000・7700番台となっている。C編成は先頭車に電気連結器を装備し、C編成同士や福知山電車区所属の2両編成との分割併合運用を行う（ただし、嵯峨野線内で編成間の行き来はできない）。一方湖西・草津線運用のL編成は2本連結による運転も多いが、こちらは電気連結器を装備していない。そのためC編成とL編成は運用分離されているが、予備車両数の関係上L編成運用にC編成が入ることもある。
  - C編成1本（C14編成）とL編成2本（L01, L13編成）が岡山電車区に貸し出され、同区のB編成となって山陽本線・宇野線で運用されている。
- 117系電車（52両）
  - 6両編成（S編成）6本、8両編成（T編成）2本が所属している。2005年（平成17年）4月25日に発生したJR福知山線脱線事故の影響により、福知山線（JR宝塚線）で運用されていた宮原総合運転所の編成がATS-Pの対応改造を受けないまま2005年6月18日限りで同線の運用から離脱、その後2006年に当区へ転入してきた。2010年までに全編成へのATS-P取り付けが完了している。
  - S03編成は300番台車4両に100番台の電動車ユニットを組み入れた編成。
  - 草津線と湖西線（京都駅 - 永原駅間）で運用されている。8両編成は嵯峨野線での運用実績もある。
  - S06編成は地域色となっている[7]。
- 221系電車（92両）
  - 4両編成（K編成）23本が所属している。山陰本線（嵯峨野線）・湖西線・草津線に残る113系電車を置き換えるため、2008（平成20年）1月から網干総合車両所より4両編成（C編成）が転入し、3月15日のダイヤ改正より営業運転を開始している。また、奈良電車区からも4両編成転入している。転入後霜取りパンタを取り付けた編成もある。
  - 嵯峨野線では福知山電車区の223系5500番台との併結運用がある。
- クモヤ145形電車（2両）
  - 2両（1051, 1201）が所属している牽引車。
  - 主電動機をMT46からMT54へと交換したため1000番台（原番号+1000）となっている。
- クモル145形電車（2両）
  - 2両編成（クモル145-1015+クル144-5）1本が所属している配給車。
  - クモル145形のみクモヤ145形と同じく、主電動機をMT46からMT54へと交換したため1000番台（原番号+1000）となっている。
- 443系電車（2両）
  - 2両編成（クモヤ443-2+クモヤ442-2）1本が所属している電気検測車。
  - JR四国とJR九州の電化区間の検測にも使用される。

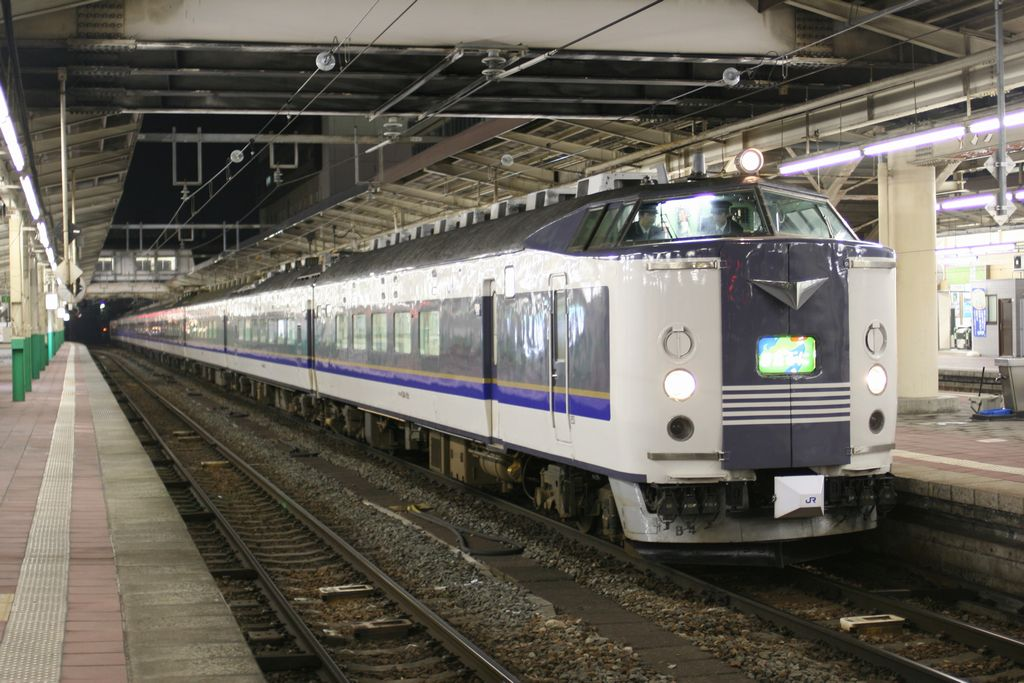
583系
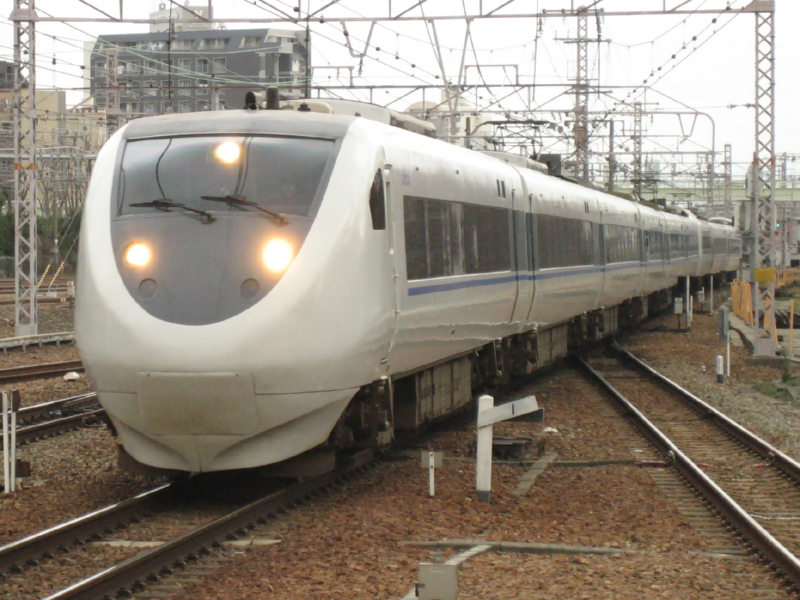
681系
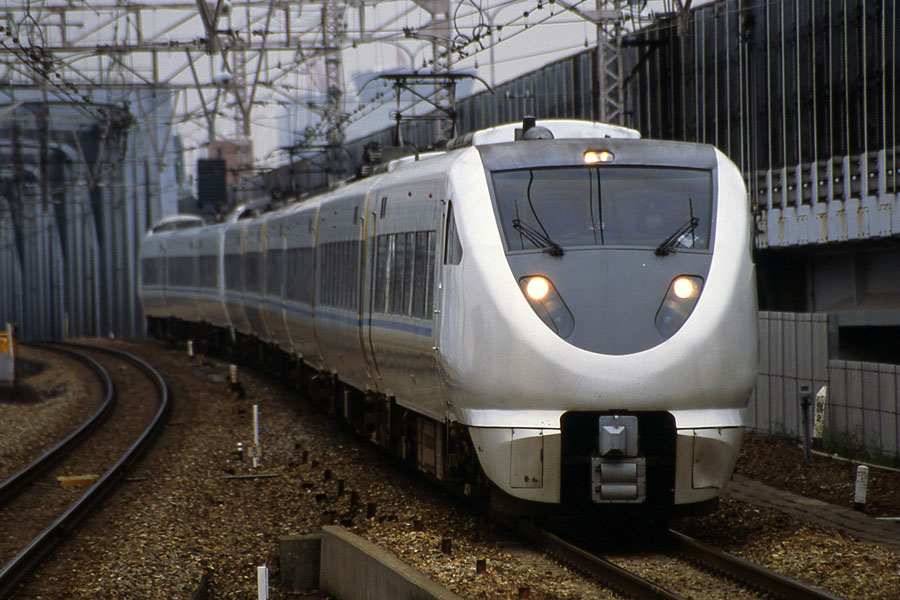
683系
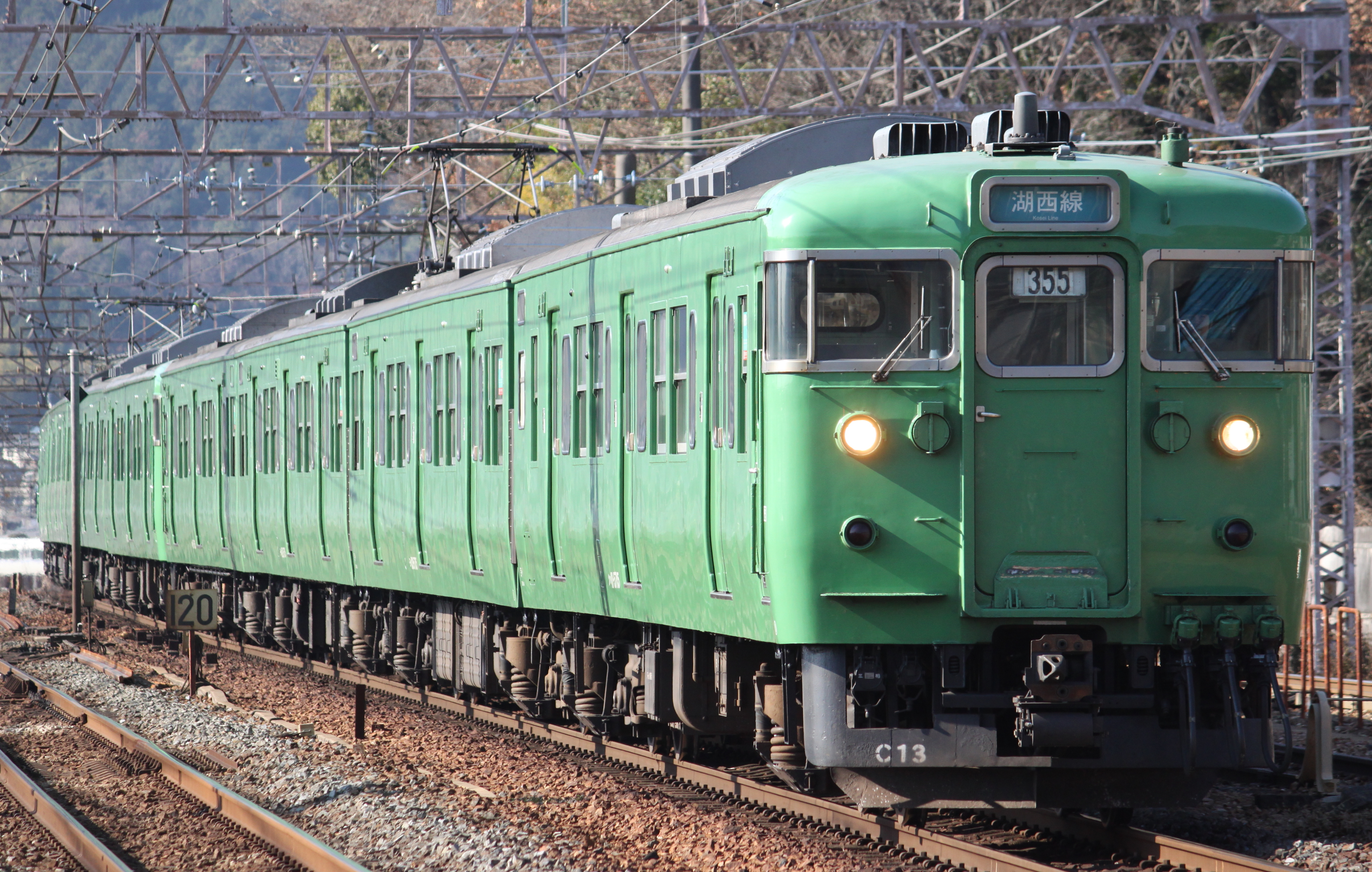
113系（緑単色塗装）
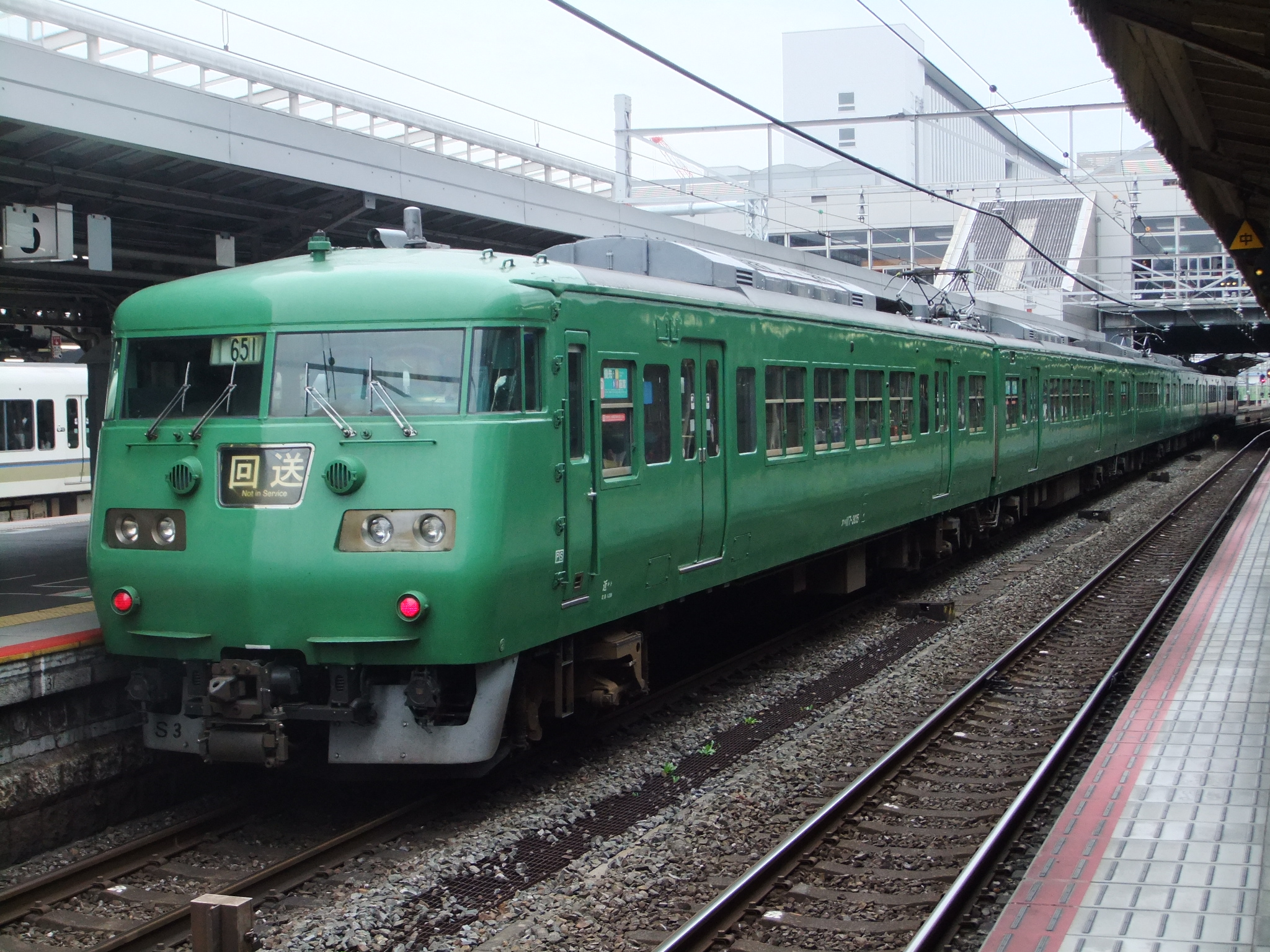
117系（緑単色塗装）
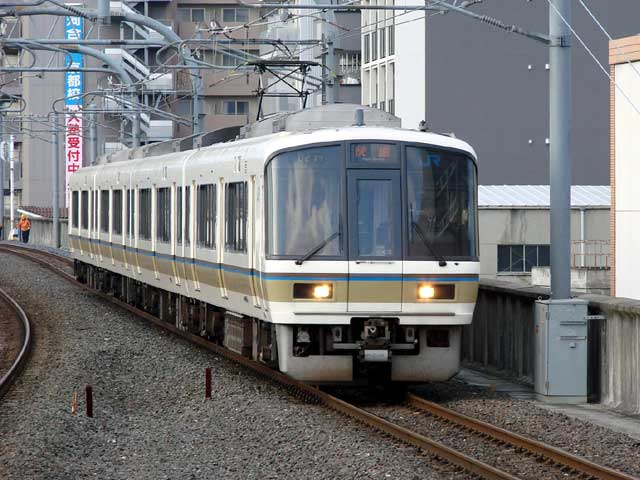
221系
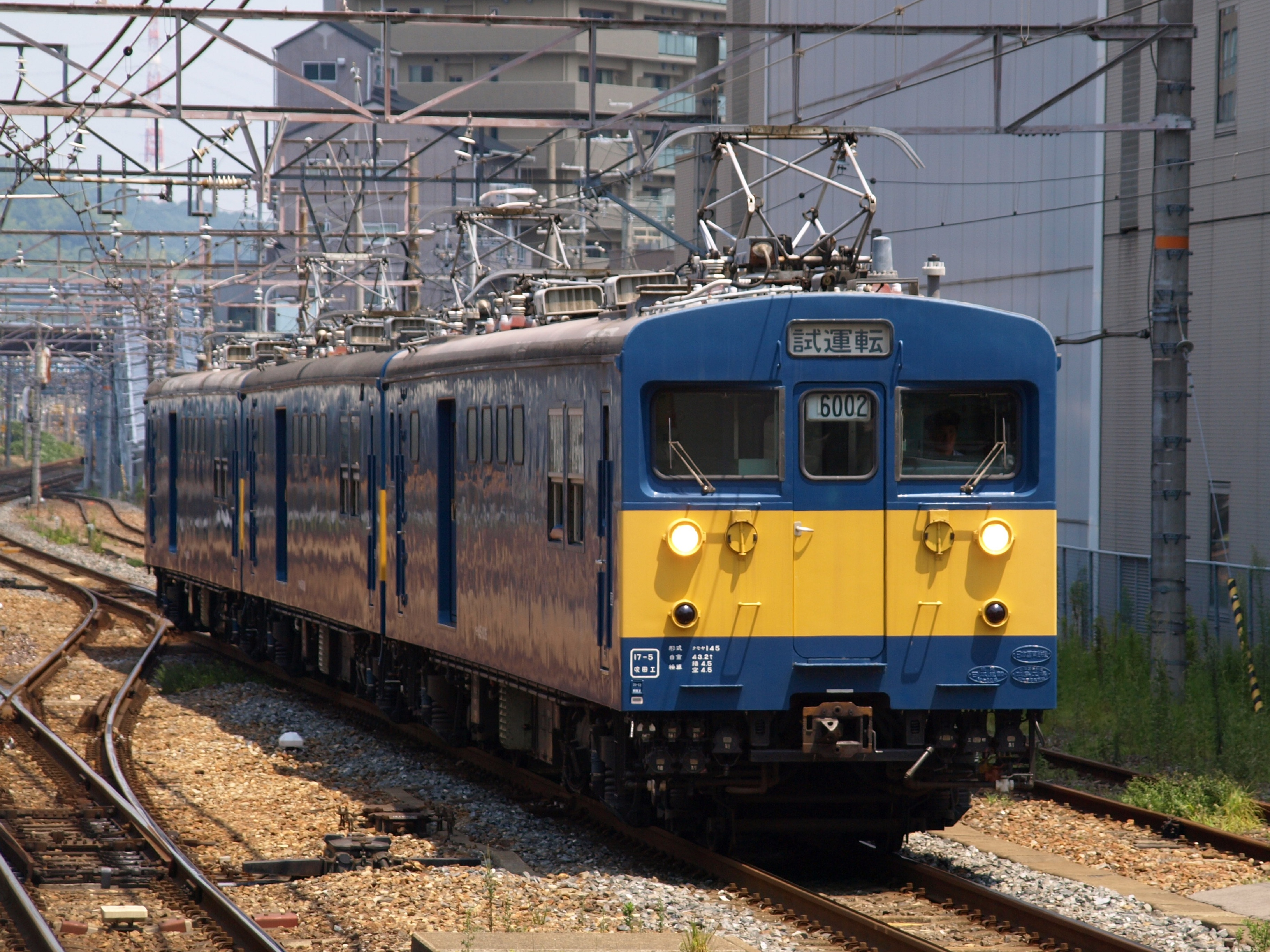
クモヤ145形
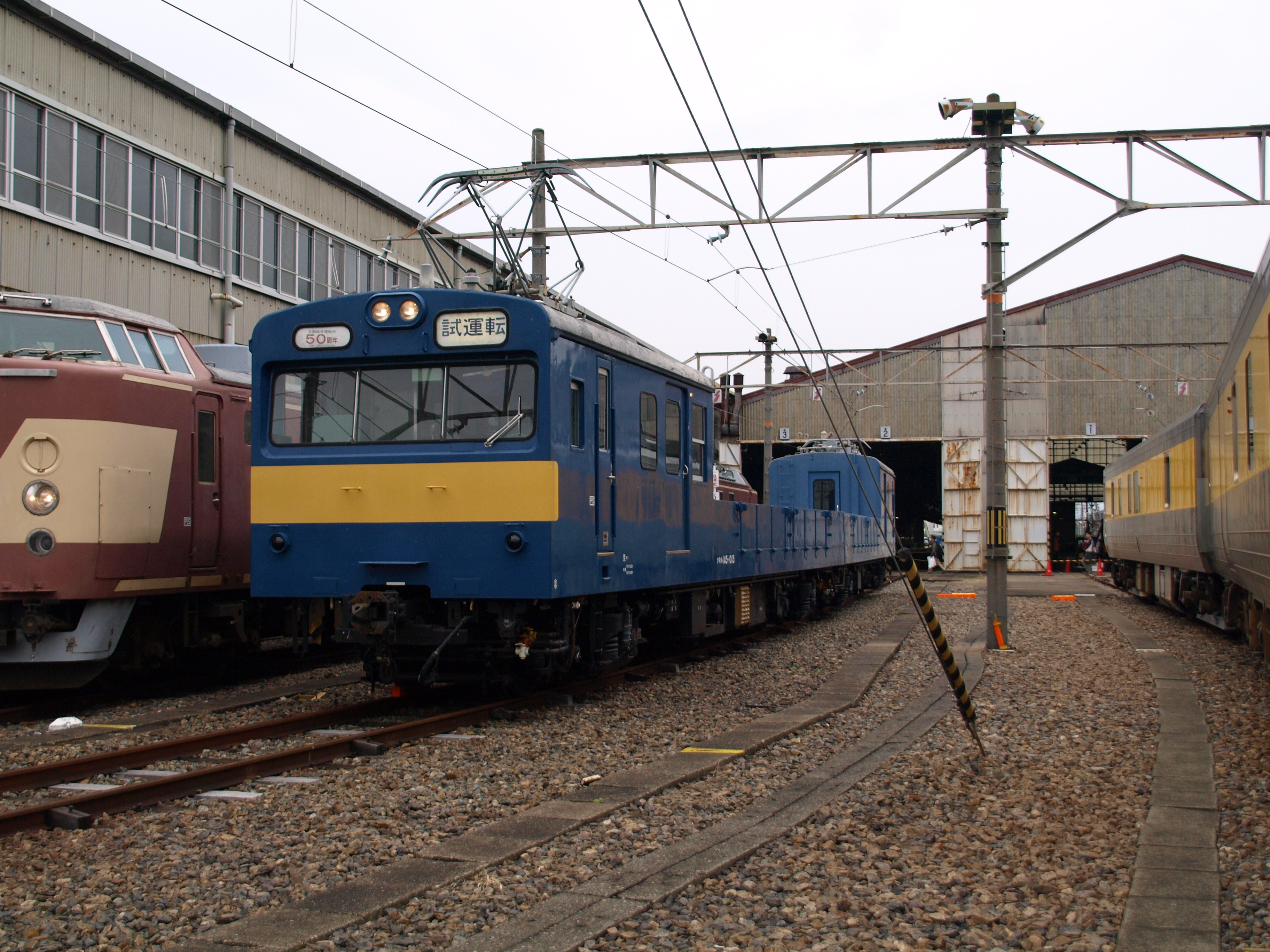
クモル145形
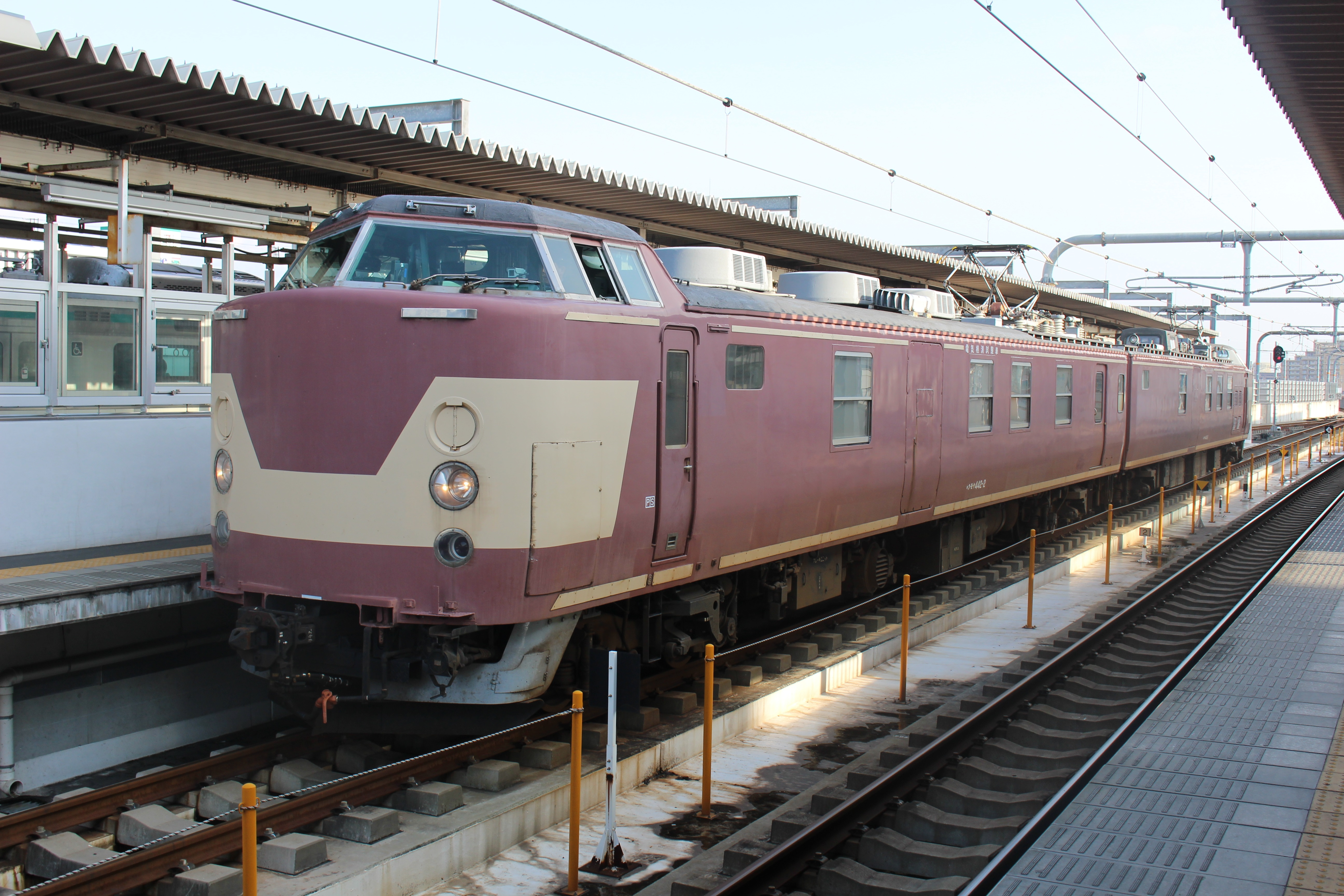
443系

##### 気動車

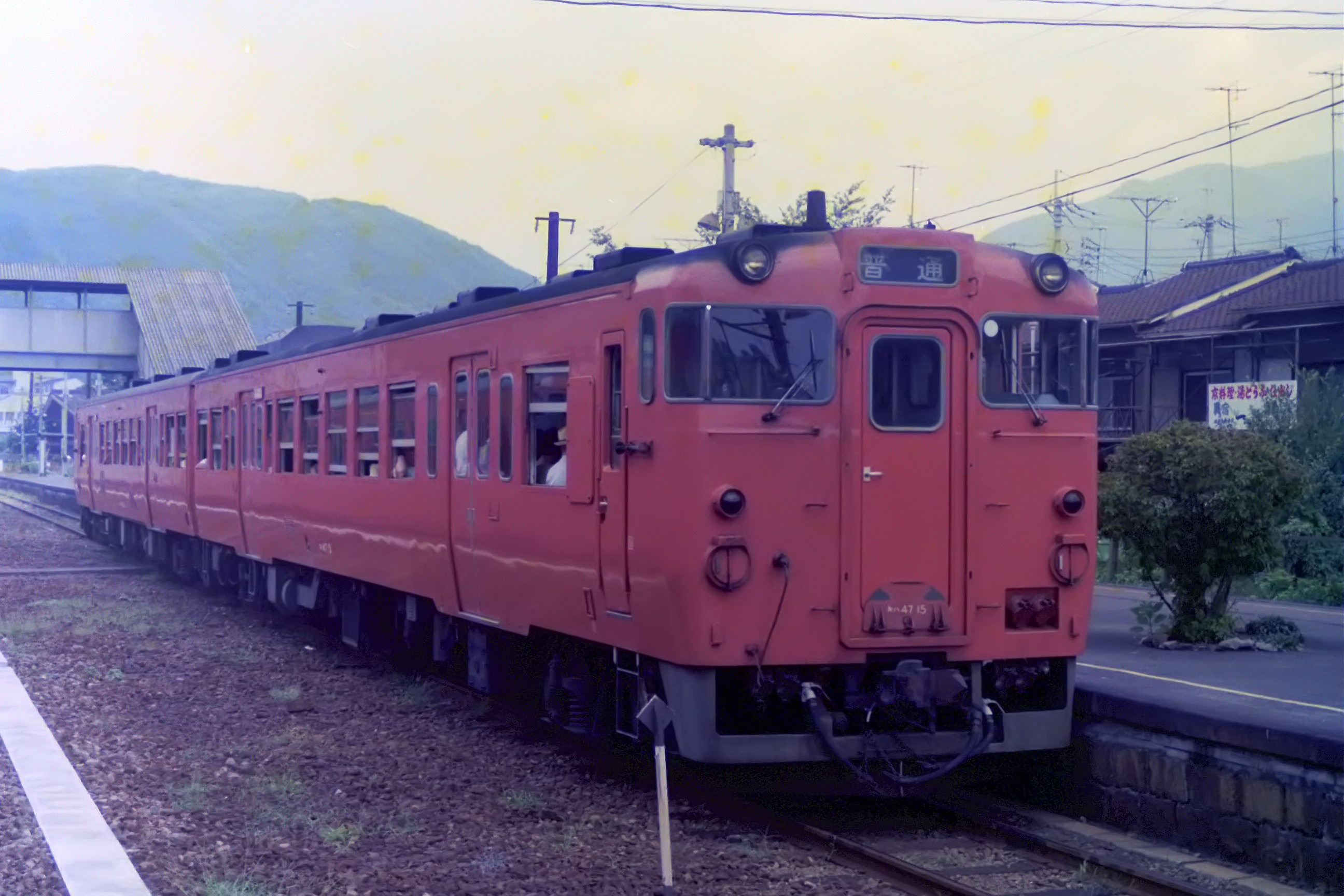
キハ189系気動車（21両）
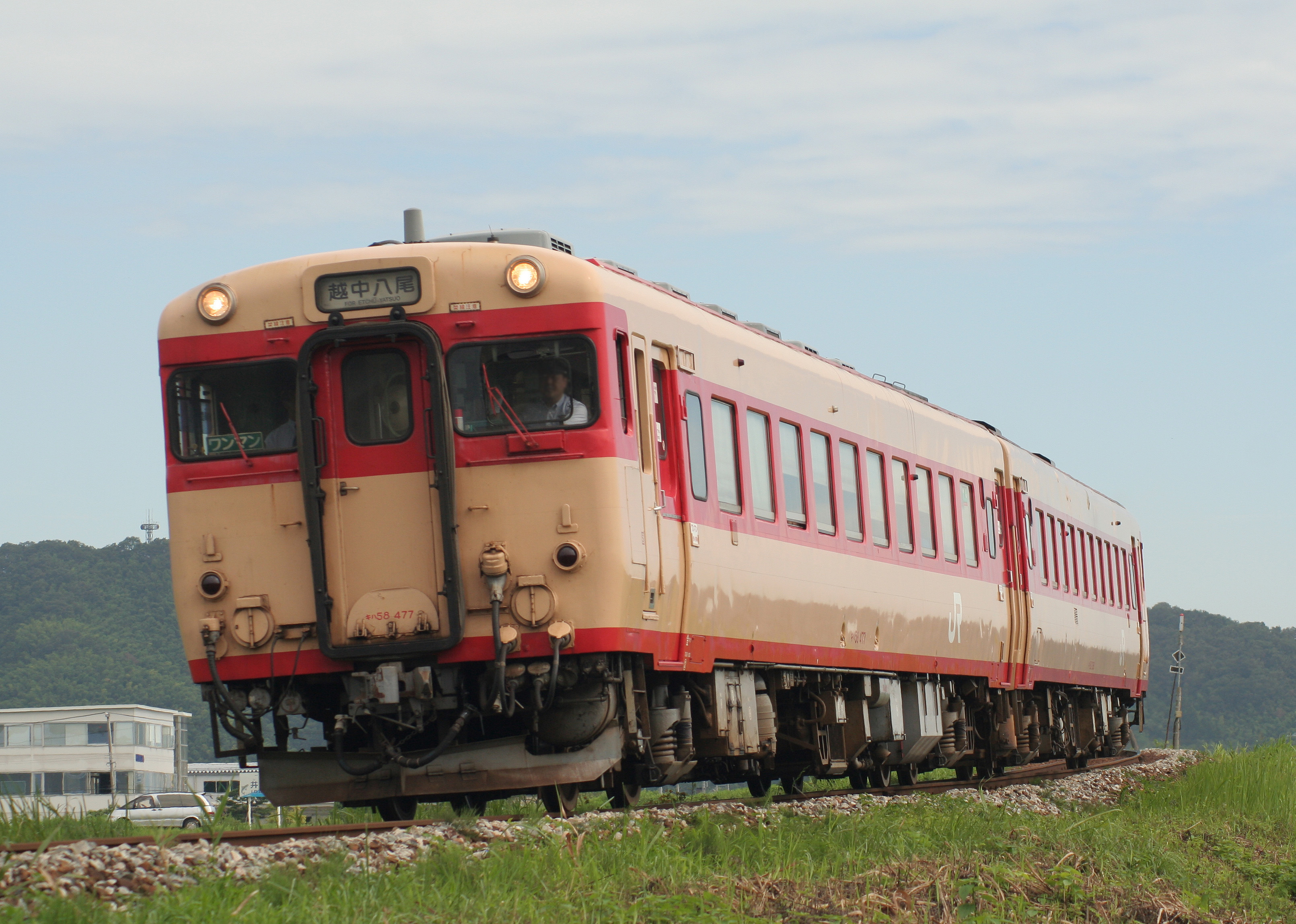
キハ58系
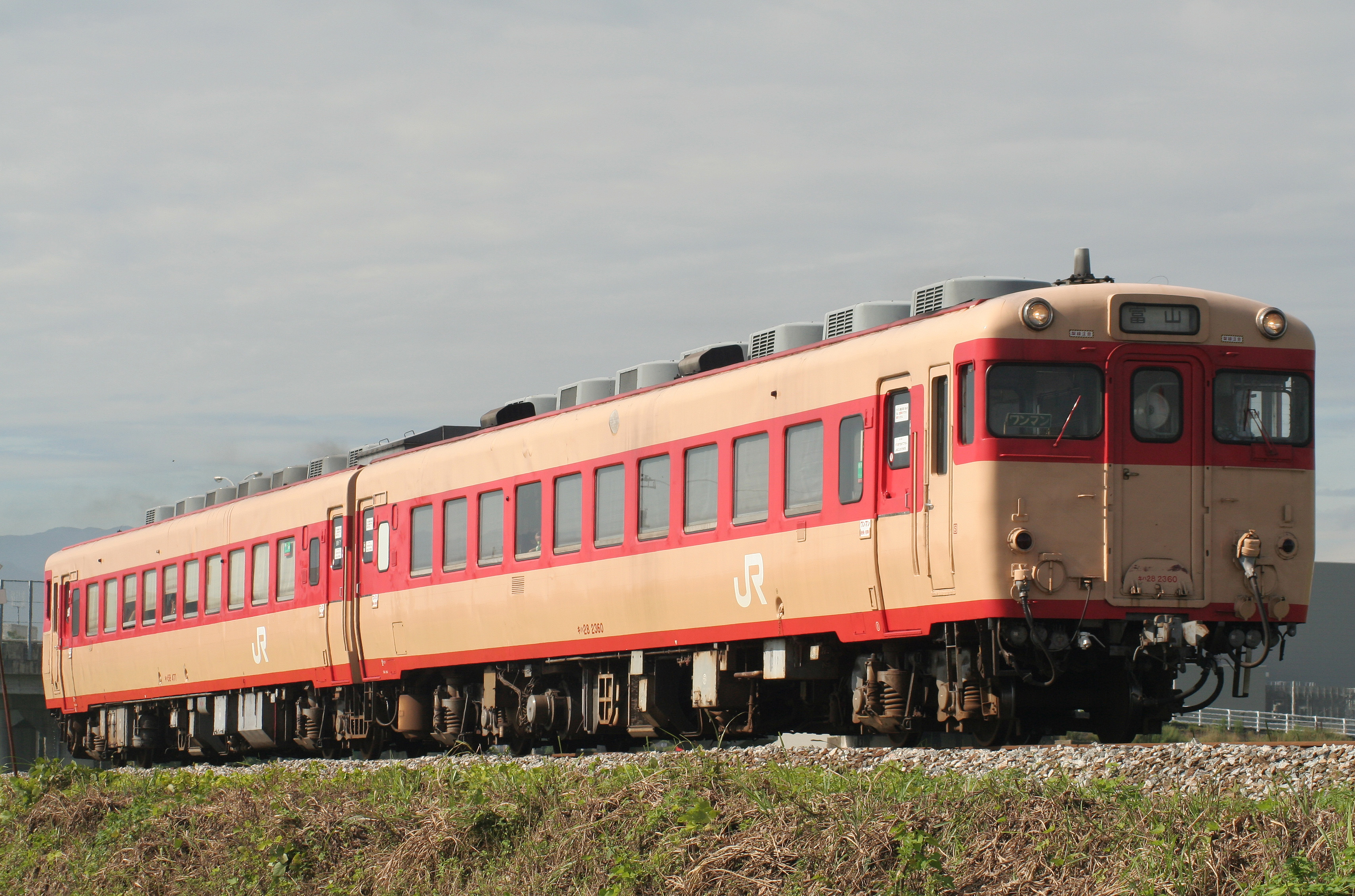
キハ28系
  - 3両編成（H編成）7本が所属している。キハ181系の老朽化にともなう置き換え用の車両で、山陰本線の特急「はまかぜ」を中心に運用される。最高速度は223系と同等の130km/hである。
- キヤ141系気動車（4両）
  - 2両編成2本が所属している。軌道・信号通信試験車。

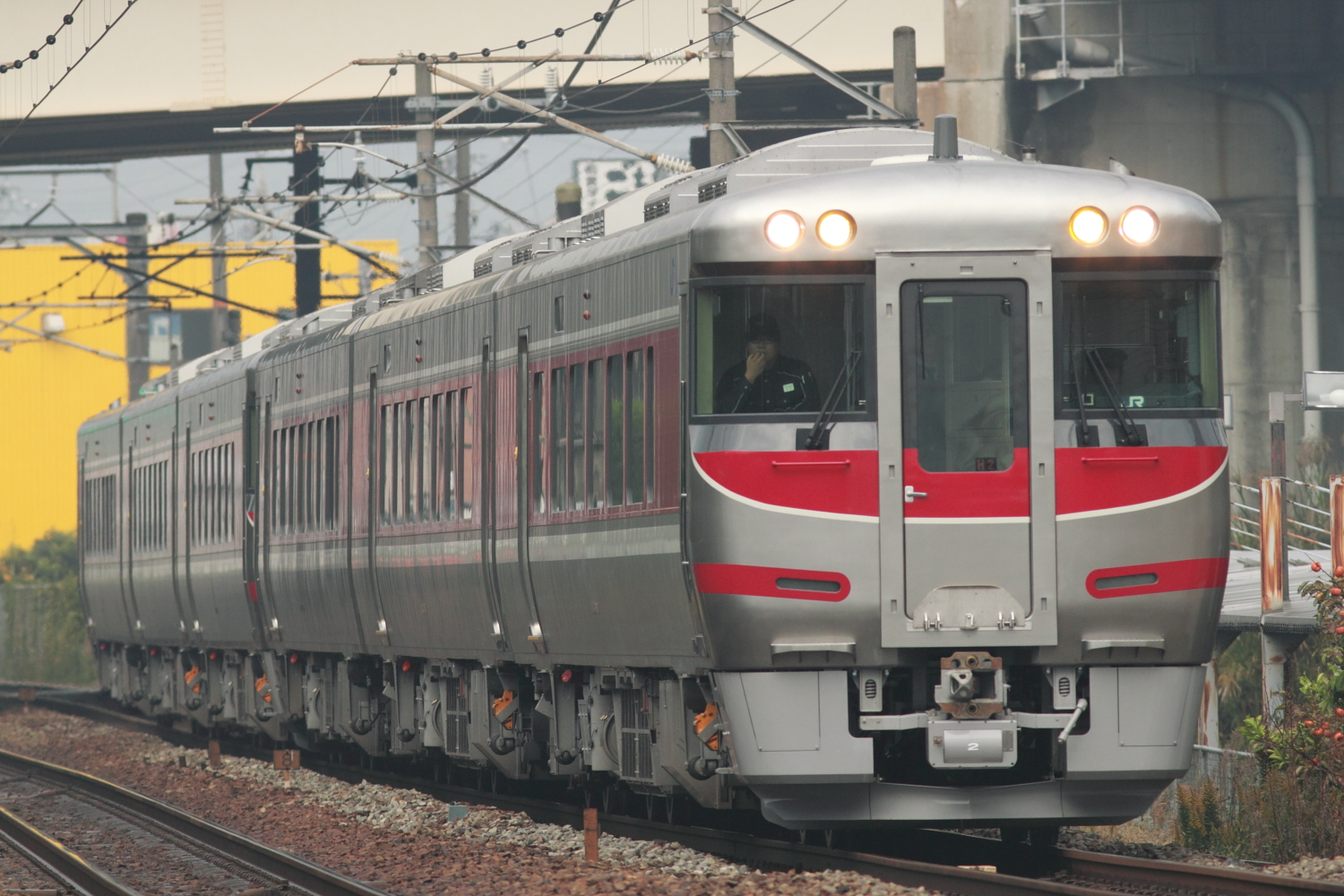
キハ189系気動車
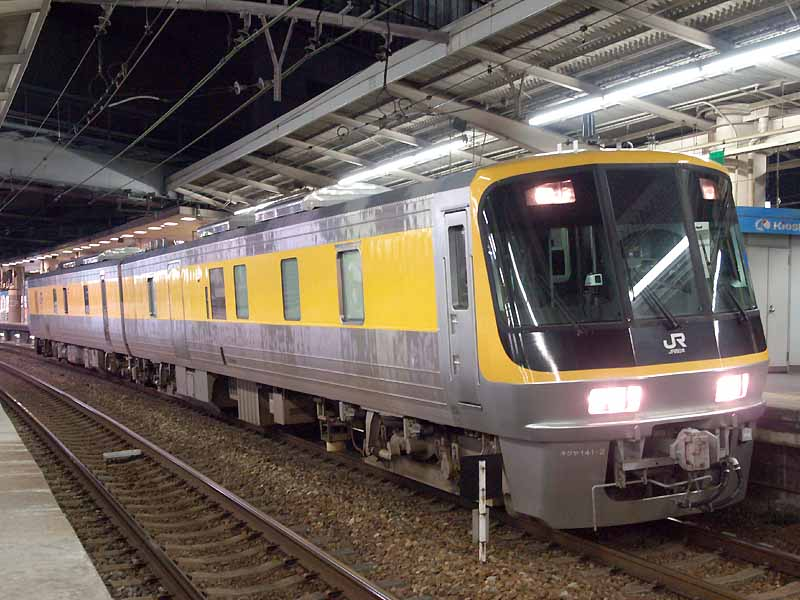
キヤ141系気動車

##### 貨車
- チキ5500形貨車（30両）
  - レール輸送用長物車で、常備駅は向日町駅である。
- チキ6000形貨車（40両）
  - レール輸送用長物車。常備駅は安治川口駅と向日町駅である。
- チキ7000形貨車（12両）
  - レール輸送用長物車。常備駅は向日町駅である。
- ホキ800形貨車（7両）
  - バラスト輸送用ホッパ車で、常備駅は尼崎駅と近江今津駅である。

### 過去の所属車両

#### 電車
- 485系電車
  - 特急「雷鳥」で運用されていた。
  - 末期は臨時列車・団体列車としても運用されていたが、1964年の481系配置以来、当区の車両は「はくたか」「白鳥」や「みどり」といった長距離特急列車で、青森県から鹿児島県まで幅広く運用されていた。

#### 気動車
- キハ65形気動車
  - 600・1600番台「エーデル丹後」の2両編成1本、700・1700番台「エーデル鳥取」の2両編成1本などが所属していた。
  - 車内設備は特急形並みのものとされており、一部の先頭車は前面展望タイプとなっており、かつては特急「エーデル丹後」「エーデル鳥取」として運用されていた。
- キハ181系気動車
  - 特急「はまかぜ」として2010年11月6日まで、臨時特急「かにカニはまかぜ」として12月23日まで運転されていた。
  - 過去には山陰本線・舞鶴線・福知山線や智頭急行線（「はくと」）での定期列車の運用実績があり、山陰方面への特急列車を支えていた。また臨時列車の運用実績には「シュプール号」で大糸線（糸魚川駅経由）や阪和線にも入線したことがある。
  - キハ58系の廃車後は修学旅行列車、金光臨などにも運用される機会も増え、「はまかぜ」からの離脱後も波動用として使用されていた。

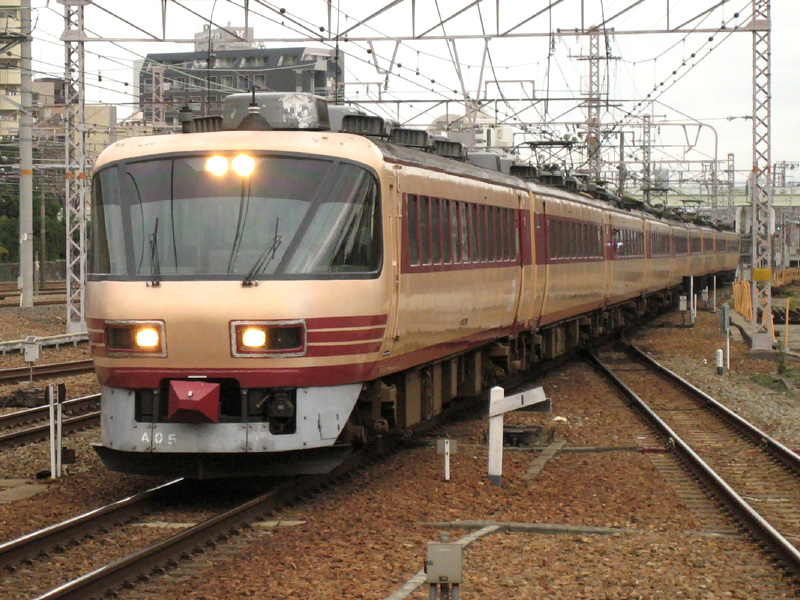
485系
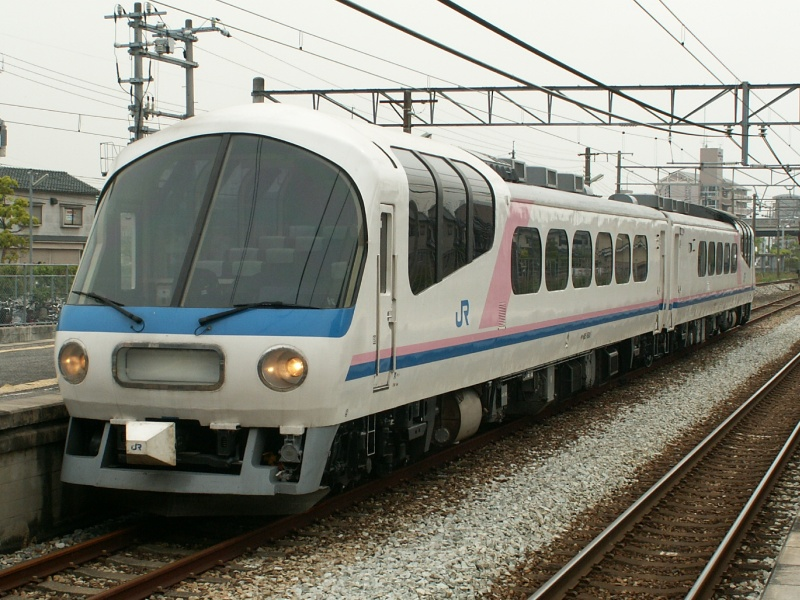
キハ65形気動車
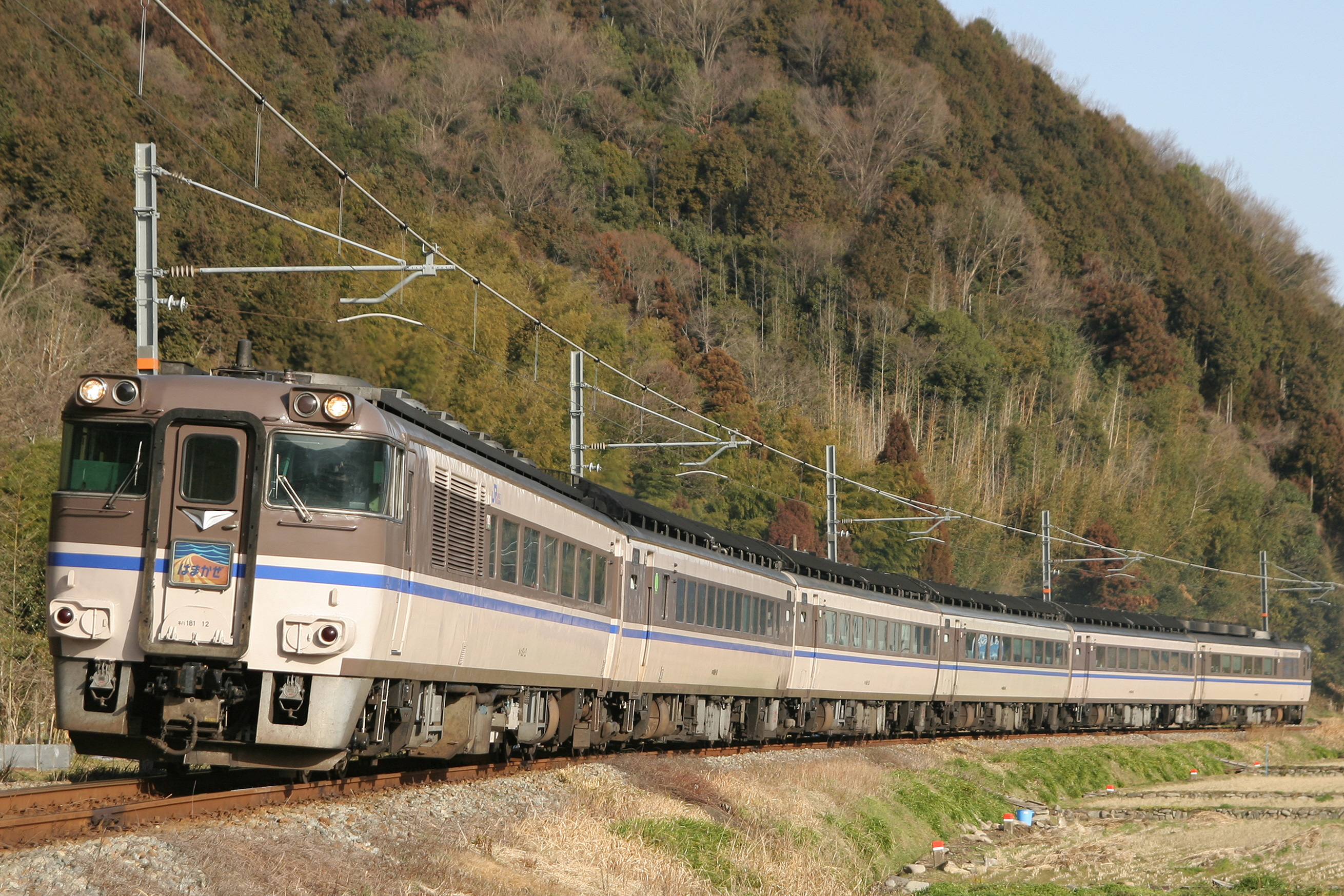
キハ181系気動車

#### 向日町運転所
向日町運転所時代は次の車両も配置されていた。

##### 客車

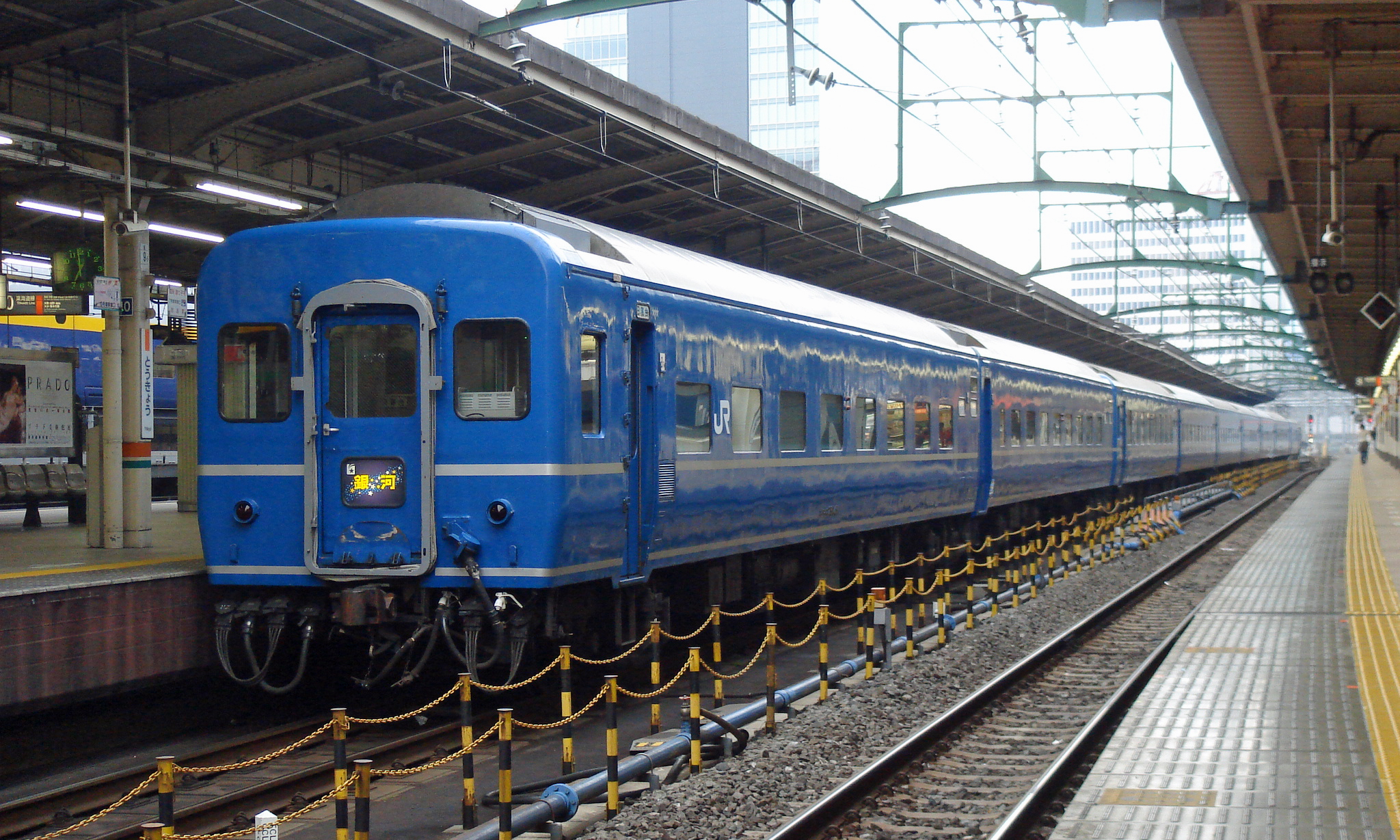
24系
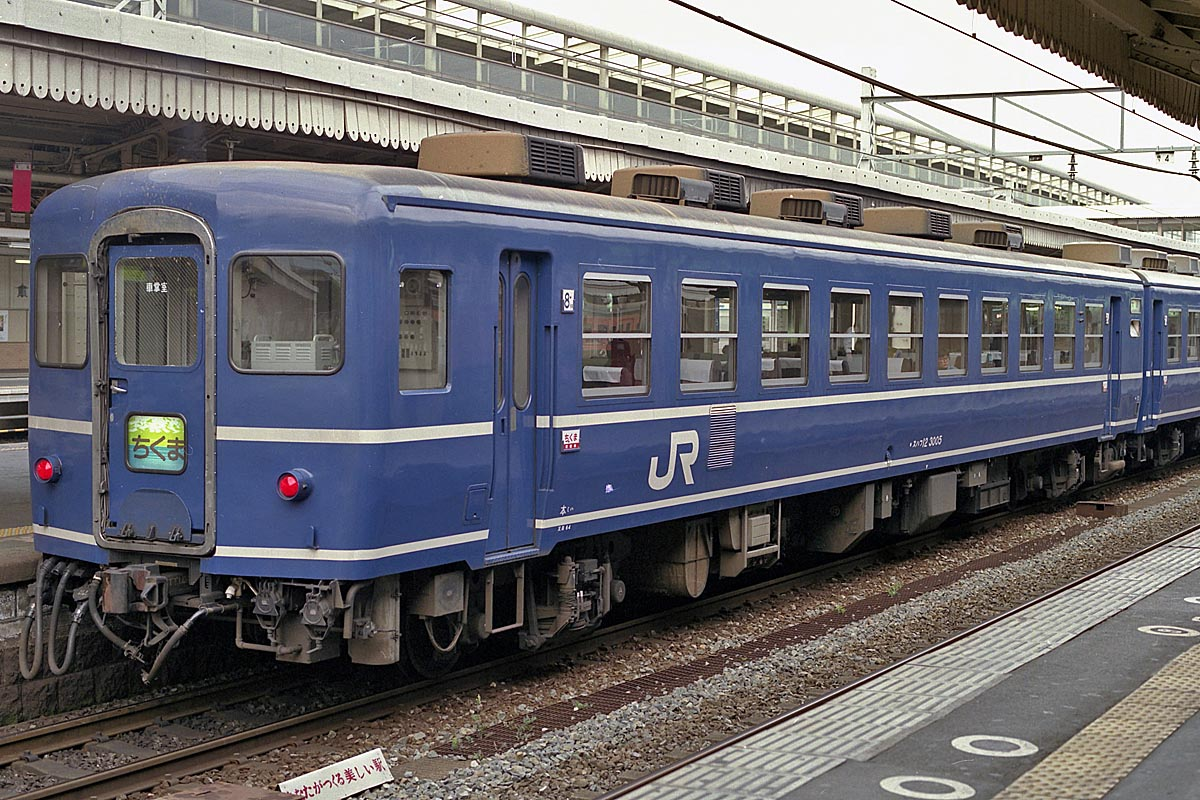
12系
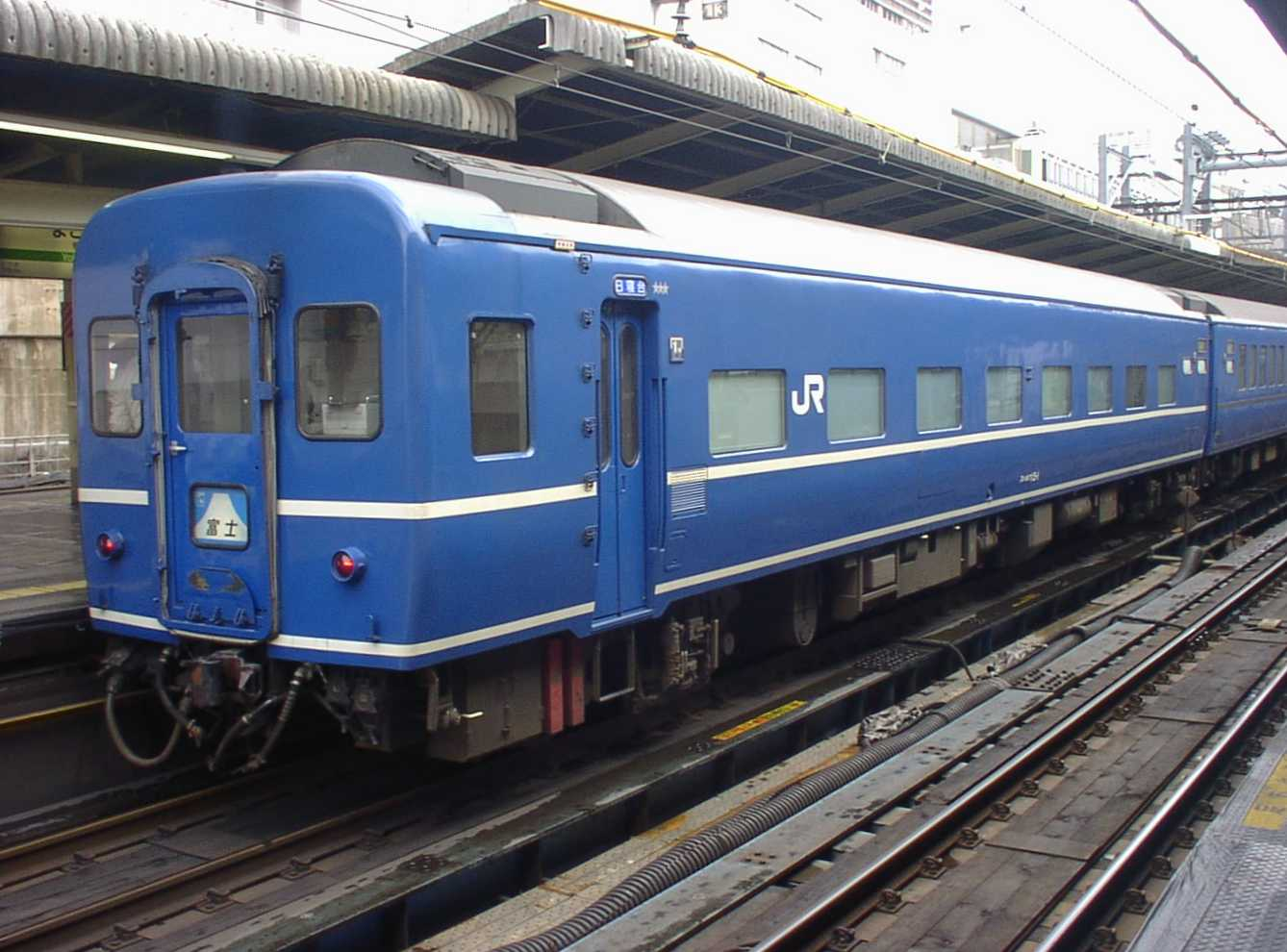
14系
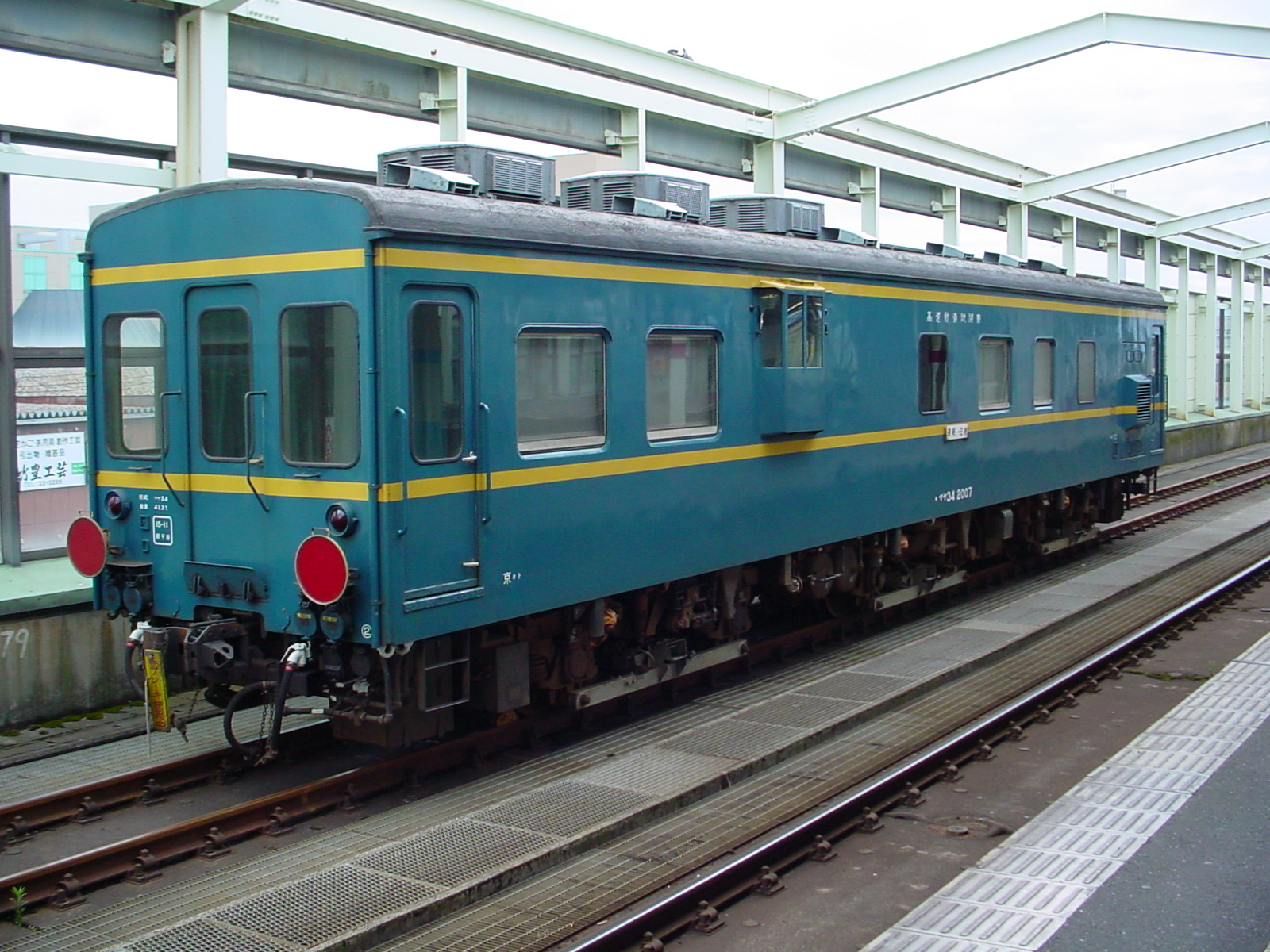
マヤ34形
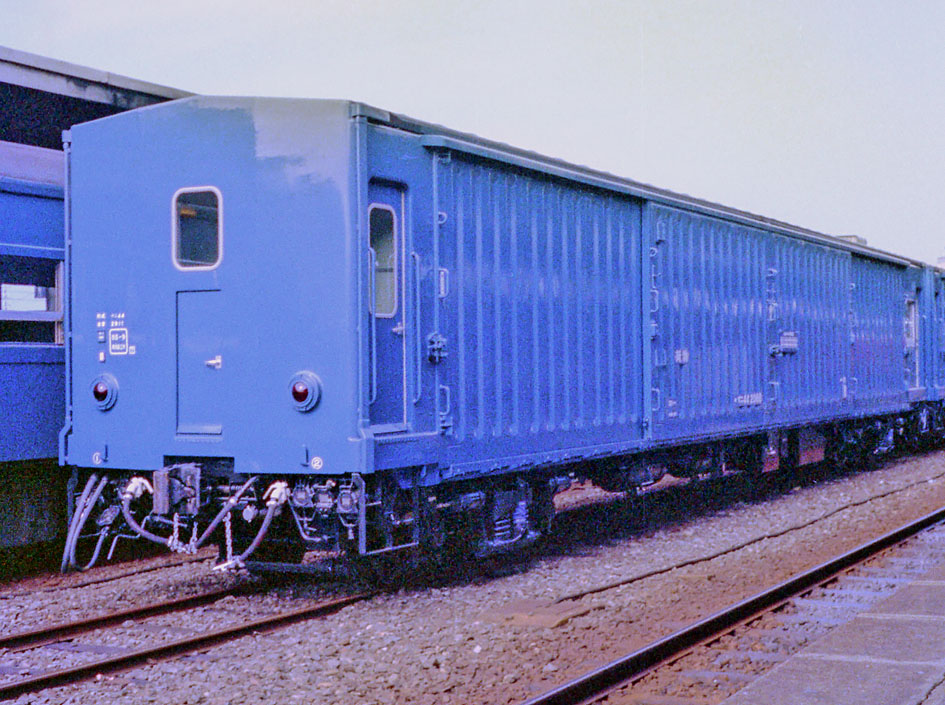
マニ44形
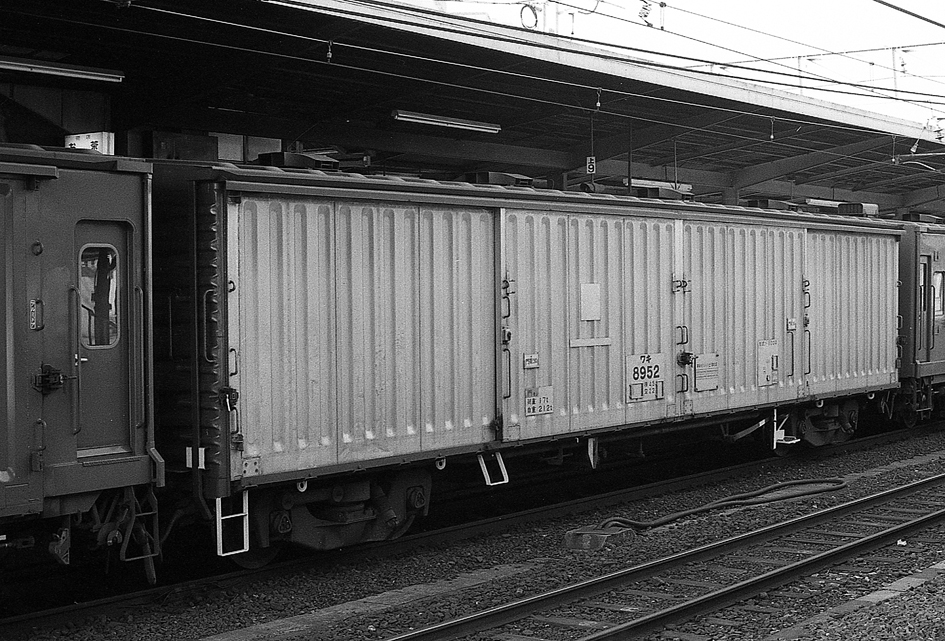
ワキ8000形・ワサフ8000形
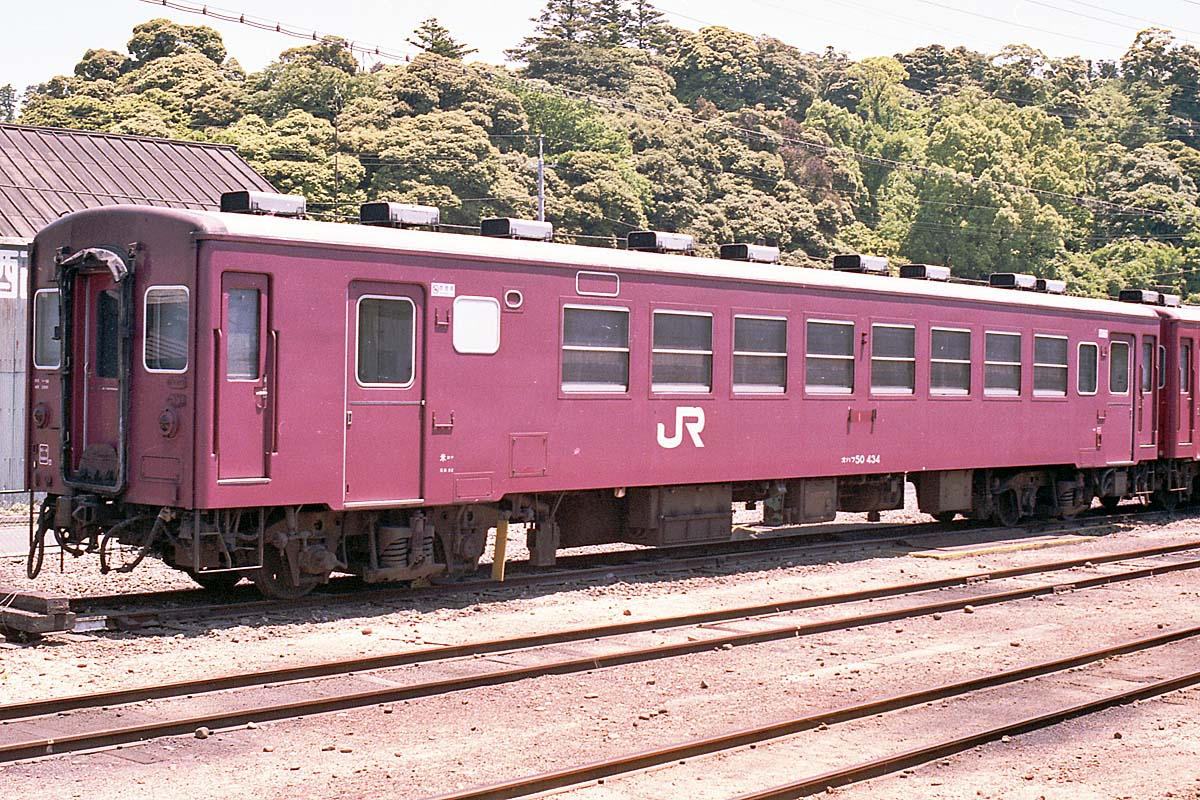
50系
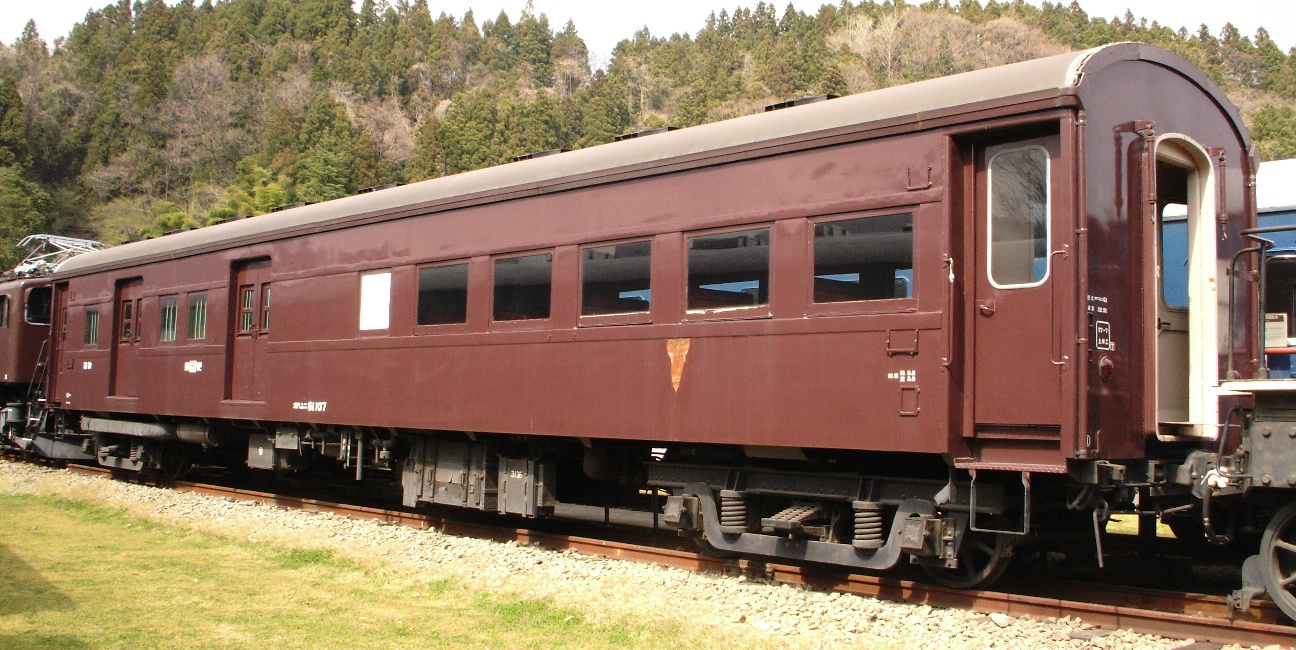
60系

- 24系
- 12系
- 14系
- マヤ34形
- マニ44形
- ワキ8000形・ワサフ8000形
- 50系
- 60系

##### 気動車
- キハ47形
- キハ58系・キハ28系

- キハ47形
- キハ58系
- キハ28系

### 歴史
元々は京都駅構内にあった京都客車区を前身とする。東海道新幹線の建設時に、客車区の場所に新幹線京都駅が建設されることが決定し、さらに新幹線開業後は東京と山陽方面を結ぶ列車がほぼ全て京都・新大阪駅発着に短縮されるため、より多くの列車を収容する設備が必要になったこともあって、現在地に移転した。

#### 年表
- 1920年（大正9年）：京都検車所が京都駅南側[9]に開所[10]。
- 時期不詳：京都検車区に改称[10]。
- 1951年（昭和26年）4月：京都客車区に名称変更[10]。
- 1961年（昭和36年）9月10日：向日町運転区として開設[11]。京都客車区は同運転区の京都支区へと組織変更[10]。発足当時の所属車両数は特急用気動車78両、客車が本区147両、支区119両の計266両[12]。
- 1964年（昭和39年）7月20日：向日町運転所に改称[13]。
- 1987年（昭和62年）4月1日：国鉄分割民営化により、JR西日本に承継。
- 1996年（平成8年）3月16日：向日町運転所と向日町操車場が統合し、京都総合運転所が発足[14]。向日町運転所京都派出所は京都総合運転所に継承、米原列車区野洲派出所は京都総合運転所野洲派出所になる[15]。
- 2010年（平成22年）12月1日：組織改正により京都支社から近畿統括本部の管轄に変更[4]。
- 2012年（平成24年）6月1日：組織改正により本所は吹田総合車両所に統合されて京都支所に、野洲派出所・米原派出所は網干総合車両所宮原支所の派出所にそれぞれ変更され、京都総合運転所が廃止[1]。

## 向日町操車場
向日町操車場は京都総合運転所から東海道本線へ入出区する停車場の名称（いわゆる信号場的な役割）として残っている。

### 停車場としての隣の駅
西日本旅客鉄道（JR西日本）
東海道本線
長岡京駅 - 向日町操車場 - 桂川駅

## 野洲電車区
東海道本線の輸送力増強に対応するため、1966年9月1日に高槻電車区野洲派出所として、67両を収容できる電留線5線を設置して発足した。
その後、日本万国博覧会（大阪万博）の輸送とその後の輸送力増強で向日町運転所が過密化すると見込まれたため、電留線を18線に増強させて、1970年3月1日に高槻電車区から分離し野洲電車区として発足した。そのため、機関車列車にも対応できるよう留置線は前後で機回しのできる構造になっており、関西 - 九州の20系や14系の寝台客車列車、あるいは583系寝台特急電車などの整備を行っていた。

### 歴史
- 1966年（昭和41年）9月1日：高槻電車区野洲派出所として発足[17]。
- 1970年（昭和45年）3月1日：高槻電車区から独立し、野洲電車区として発足[18]。
- 1990年（平成2年）3月10日：米原列車区野洲派出所になる[14]。
- 1996年（平成8年）3月16日：京都総合運転所発足により、京都総合運転所野洲派出所になる[15]。